# Deportes en China
La cultura tradicional china, siempre vio la aptitud física como una característica muy importante. Es por esto que a lo largo del tiempo, los deportes en China han sido asociados con las artes marciales. Hoy en día, China cuenta con una gran variedad de deportes de competición, y es por esto, que celebra su propio evento deportivo cada cuatro años como los Juegos Olímpicos, llamado Juegos Nacionales. 
Una asociación deportiva importante en China es la Chinese Basketball Association, su cantidad de jugadores de baloncesto activos se encuentra alrededor de 300 millones de jugadores. Comparando el éxito entre dos deportes, tenemos un evento fuera de China, el duelo de Yao Ming y Yi Jianlian, con una audiencia de entre 100 y 200 millones de chinos que lo vieron en directo. Mientras que el otro evento dentro de China, fue registrado con una mayor audiencia por ser un partido de fútbol en el estadio Tianhe en Guangzhou.
Hasta la década de 1990, los deportes fueron totalmente financiados por el gobierno así que los atletas tuvieron que renunciar a sus carreras debido a la incertidumbre acerca de sus medios de vida después de la jubilación, esta situación empezó a cambiar en 1994 cuando se profesionalizó el fútbol, baloncesto, voleibol y tenis de mesa.

## Historia
Catalogando ciertos deportes importantes a lo largo de la historia de China, se conoce el evento de Barco dragón que data desde hace más de dos mil años y continúa siendo un evento tradicional que se efectúa cada año. Por otro lado el Cuju, un deporte similar al fútbol, se practicaba en China durante el tercero y segundo siglo antes de Cristo.  
Desde la dinastía Song, el taichí chuan y algunas artes marciales similares al qigong se hicieron muy populares en este país. 
La influencia de los deportes modernos llegó a principios del siglo XX. Para la República Popular de China el deporte es de gran importancia, es por esto que el gobierno financia y entrena a jóvenes talentosos para convertirlos en jugadores profesionales. El tenis de mesa es un deporte del que se estima que cerca de doscientos millones de personas lo practican y el bádminton se cataloga como un deporte popular y bien consolidado.
De acuerdo con el canal de televisión CCTV Sports Channel, la final del juego femenil de voleibol de las olimpiadas de verano del 2004, atrajo la atención del 30 % de los televidentes; para el partido de China contra Brasil de la Copa Mundial de la FIFA en 2002 el porcentaje de televidentes fue del 18 %.[cita requerida]
Algunos deportes populares no profesionales también incluyen al tenis de mesa, bádminton, artes marciales y varias formas de billar. Actualmente los deportes profesionales en China están en sus etapas de desarrollo.

## Deportes

### Ajedrez
China tuvo buenos resultados en la trigésimo séptima olimpiada de ajedrez del año 2006 en Turín cuando el equipo masculino quedó en segundo lugar detrás de Armenia y el equipo femenino ganó tercer lugar en los resultados generales. El progreso chino se ha dado por el gran apoyo gubernamental y el desarrollo en numerosos eventos competitivos. China actualmente cuenta con 700 jugadores, siendo sobrepasado únicamente por Rusia, sin embargo, hasta la fecha, países como Rusia e Israel conservan una ventaja en experiencia sobre sus contrapartes chinas.
Xiangqi también es considerado un deporte en China con millones de jugadores a lo largo del país. Hay una liga nacional china de ajedrez.

### Bádminton

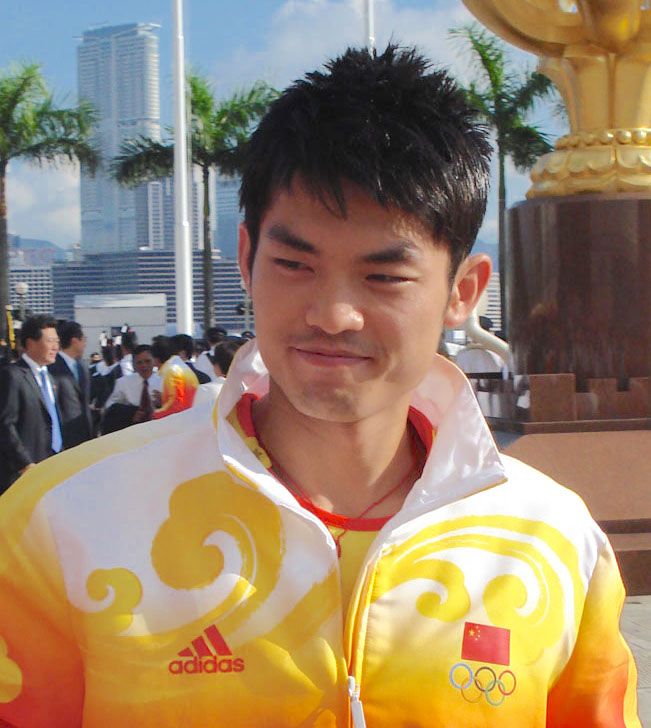
Lin Dan es el único jugador en la historia del bádminton que ha ganado tres títulos consecutivos.

El bádminton es popular en China gracias a su relativa simplicidad y equipos de bajo costo, por ser un deporte recreativo popular contribuye a que muchos jugadores chinos logren ganar éxito y fama internacional como los medallistas de oro en el Campeonato Mundial BWF.

### Baloncesto

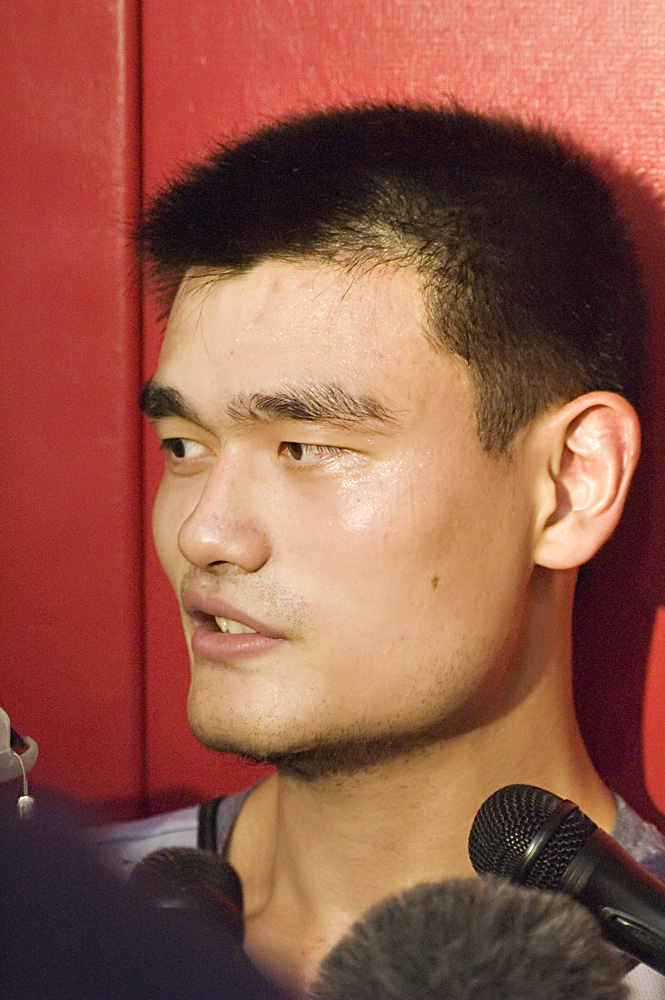
Yao Ming del equipo de baloncesto Houston Rockets.

La historia de Yao Ming y otros profesionales de la NBA han contribuido a popularizar el baloncesto en China. Actualmente es uno de los deportes con más audiencia televisiva en el país. El deporte fue introducido por los trabajadores estadounidenses del YMCA en 1896, solo cinco años después de su invención por el canadiense James Naismith mientras trabajaba para la escuela de entrenamiento del YMCA en Springfield, Massachusetts. Desde la llegada de Yao Ming a la NBA en el 2002, el baloncesto se ha vuelto más popular. La NBA y la Asociación China de baloncesto (CBA) son ampliamente seguidas y más de 400 millones de personas juegan el deporte regularmente. El primer equipo profesional de China se fundó en Shenyang patrocinado por la compañía acerera Anshan. La CBA se estableció en 1995 y para el 2008 se expandió hasta conformarse por 18 equipos. El hecho de que Estados Unidos haya comenzado a notar a los jugadores chinos después del éxito de Yao Ming (comparado con Wang Zhizhi y Mengke Bateer) y jóvenes jugadores de la CBA como Yi Jianlian y Sun Yue nos permite notar el incremento de la popularidad del baloncesto. En el 2008 Sun Yue se convirtió en el último atleta chino en afiliarse a la NBA firmando un contrato de dos años con los Lakers de Los Angeles. En el año 2019, China fue la sede de la Copa Mundial de Baloncesto FIBA 2019.

### Bandy
China inició un programa de desarrollo para el deporte bandy mediante jornadas educativas en Ürümqi en junio del 2009. Un gran logro fue el del equipo nacional femenino de China en el que hizo su debut en el Campeonato Mundial en 1990. 

### Béisbol
El béisbol fue introducido por primera vez por el misionero médico estadounidense Henry William Boone en 1864, con la creación del Club de Béisbol de Shanghái. Los juegos de béisbol iniciaron con un partido entre la Universidad de San Juan y el Club de Béisbol de Shanghái MCA en 1905, sin embargo, en 1959, Mao Zedong disolvió todos los equipos.
Cuando terminó la revolución cultural, se reanudaron las actividades y en 1974 se creó la asociación china del béisbol. En 2002, se formó la Liga de Béisbol de China, lo cual permitió que China participara en el Clásico Mundial de Béisbol.

### Boxeo
El box apareció por primera vez en China en los años veinte.[cita requerida]

### Fisicoculturismo
El fisicoculturismo fue introducido a China en los años treinta antes de ser prohibido en 1953 y reapareció en 1983 cuando la prohibición fue levantada.